# Sphenomorphus sabanus
Sphenomorphus sabanus är en ödleart som beskrevs av  Robert F. Inger 1958. Sphenomorphus sabanus ingår i släktet Sphenomorphus och familjen skinkar. Inga underarter finns listade i Catalogue of Life.